# Großsteingrab Bockhorn
Das Großsteingrab Bockhorn war eine megalithische Grabanlage der jungsteinzeitlichen Trichterbecherkultur bei Bockhorn, einem Ortsteil von Walsrode im Landkreis Heidekreis (Niedersachsen). Es wurde im 19. Jahrhundert zerstört. Das Grab befand sich westlich von Pröhlschen Hof. Über sein ursprüngliches Aussehen liegen nur spärliche Informationen vor. Es soll eine Grabkammer „von bedeutender Größe“ besessen haben. Einer der Decksteine hatte eine Länge von 8 Fuß (ca. 2,3 m).